# František Petrák
František Petrák (* 2. července 1961) je český výtvarník, malíř, ilustrátor, pedagog a loutkoherec.

## Život
František Petrák se narodil ve Vsetíně. V Uherském Hradišti vystudoval obor propagační grafika na Střední uměleckoprůmyslové škole a kombinaci český jazyk a výtvarná výchova na Pedagogické fakultě v Ostravě. Vedle volné tvorby a zakázkové práce učí na SUPŠ v Uherském Hradišti, v minulosti vyučoval také na Ateliéru grafického designu na Fakultě multimediálních komunikací Univerzity Tomáše Bati ve Zlíně. Žije v Luhačovicích.

## Dílo
Petrák se věnuje především malbě, užité grafice, ilustracím pro děti, ale také loutkovému divadlu. S výtvarníkem Petrem Niklem založili umělecké seskupení Mehedaha. Jako malíř se soustředí na tematické výtvarné cykly, ve kterých kombinuje barvy a elementární tvary v prostoru. Jako grafik spolupracoval mimo jiné se zlínským nakladatelstvím Archa nebo časopisem Sluníčko, ilustroval dětské knihy básníka Radka Malého.

### Malba
Petrákovy obrazy jsou autorsky provázány různými symbolickými tématy (tváře, stromy, ryby, hvězdy). Volnou tvorbu vystavuje na mnohých domácích i zahraničních výstavách.

### Ilustrace
Uměleckému působení v oboru ilustrace se věnoval po skončení studia, zejména pracemi pro časopisy Sluníčko, ale i v rámci volné tvorby. Jeho ilustrace jsou často inspirovány lidovými texty a nonsensovou poezií.
- Lidová říkadla: Omalovánky (Meander, 2020) (ilustrace)
- J. A. Komenský: Orbis Pictus (Meander, 2021) (ilustrace)
- Labyrinty Franty Petráka (Meander, 2022) (ilustrace)

### Užitá grafika
František Petrák pracuje na volné noze také jako grafik. V roce 2004 se podílel na grafické podobě edice Prameny, roku 2010 se stal autorem hlavního vizuálu Letní filmové školy v Uherském Hradišti. Je také autorem plakátů k filmům režiséra Václava Kadrnky 80 dopisů a Křižáček, nebo k inscenacím divadelního režiséra J. A. Pitínského ve Slováckém divadle Uherské Hradiště a Městském divadle Zlín.

## Společenské působení
- Je jedním ze zakládajících členů luhačovického okrašlovacího spolku Calma, jehož název je inspirován spolkovou činností Marie Calma Veselé.[3]
- V roce 2020 se stal jedním ze zakládajících členů Nadačního fondu Pramen Luhačovice, který podporuje společenský a kulturní život lázeňského města.